# SAID (automerk)

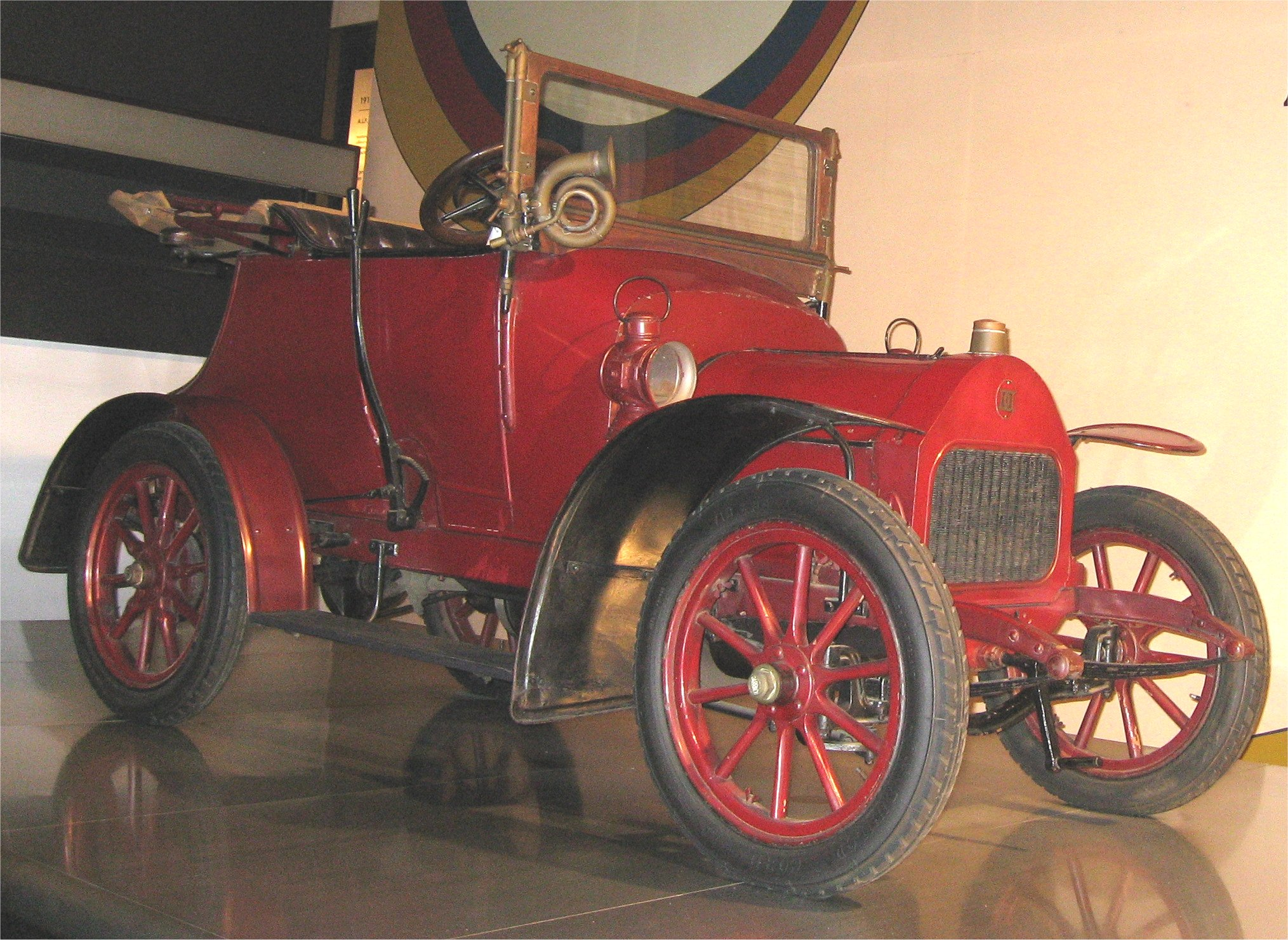
Darracq 8/10 HP

SAID (Società Anonima Italiana Darracq) was een Italiaans automerk.
De eerste werkplaats verhuisde in 1906 van Napoli naar Portello, dichter bij het bedrijvige noorden van Italië.
In 1909 ging het zo slecht met de fabriek dat de eigenaar de onderneming wilde beëindigen, maar met behulp van een bank en nieuwe eigenaars werd de fabriek toch doorgestart.
Op 24 juni 1910 werd een nieuwe naam gekozen, Società Anonima Lombarda Fabrica Automobili, kortweg Alfa, dat later uitgroeide tot het tot op de dag van vandaag nog bestaande automerk Alfa Romeo. 